# Otto Stern
Otto Stern (17. februar 1888 – 17. august 1969) var en tysk-amerikansk fysiker. Han modtog nobelprisen i fysik i 1943 "for hans bidrag til udviklingen af molekylestrålemetode og for sin opdagelse af det magnetiske moment i protonen". I perioden 1925-1945 blev han nomineret til prisen 82 gange, hvilket gør ham til den person, som har modtaget næstflest nomineringer til nobelprisen i fysik – efter Arnold Sommerfeld, der blev nomineret 84 gange.